# Ripiti
Il Ripiti, anche conosciuto come torrente Pietra, è un torrente campano dell'entroterra del Cilento, lungo 15 km.

## Geografia
Nasce dall'unione dei torrenti Fiumicello e Sammaro presso il Passo della Sentinella (ai confini di San Rufo e Corleto Monforte). È affluente di sinistra del Fasanella.